# Babak Khorramdin

Bābak Khurramdīn (in persiano بابك خرمدين‎, Bābak Khurramdīn o Pāpak Khorramī; medio-persiano Pāpak Khorramī, vissuto tra il 795 (o il 798 secondo alcune fonti) e gennaio dell'838 è stato uno dei più importanti riformatori religiosi persiani del movimento iranico della Khurramiyya (in persiano خرم دین‎, khorram dīn), religione gioiosa; (in arabo خرمية‎?, khuramiyya): un movimento indipendentistico dell'Iran sotto dominazione dagli arabi musulmani, che lottava contro il califfato arabo degli Abbasidi.

## Storia

### Esordi
Nel 755, Abū Muslim al-Khurāsāni, che era stato l'anima della daʿwa abbaside contro gli Omayyadi, fu assassinato dal califfo abbaside al-Manṣūr (assai probabilmente geloso e preoccupato del suo enorme ascendente e potere in Khorasan). Gli abitanti di questa ricca regione iranica, da cui era partita la "Rivoluzione abbaside", accolsero malamente tale assassinio, interpretandolo logicamente come la negazione del loro ruolo egemonico nella vittoria abbaside (l'esercito califfale era chiamato, non a caso, Khurāsaniyya). Ciò provocò numerose rivolte, puntualmente represse nel sangue da al-Manṣūr.

### L'insurrezione

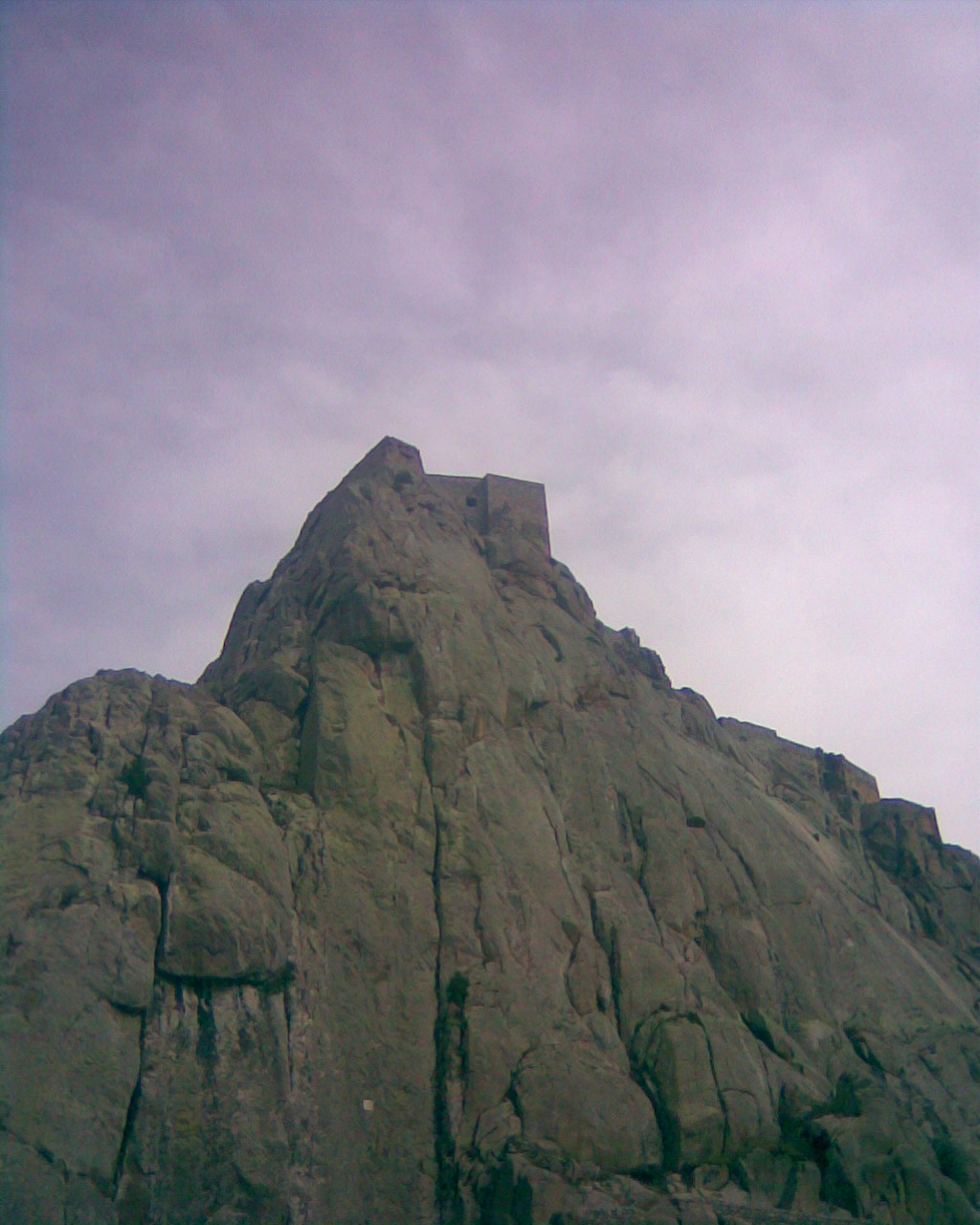
La fortezza di Babak.

Testimone delle sanguinose pressioni subite dai suoi compatrioti, Bābak raggiunse il movimento religioso della Khurramiya. Ṭabarī così faziosamente descrive Bābak:
Insediato in un luogo fortificato tra gole inaccessibili alle truppe, Bābak sfidava ogni attacco degli eserciti governativi. Esse, per contro, erano esposte ad aggressioni notturne, dopo le quali egli si ritirava senza che fosse possibile inseguirlo.»
.
Il califfo al-Muʿtaṣim designò un generale d'origine persiana, di nome Afshīn Khaydar ibn Kawus, per affrontare militarmente Bābak. Afshīn aveva la responsabilità dell'Armenia e dell'Azerbaigian. Afshīn con seguì un primo successo contro le forze di Bābak e inviò le teste di cento ufficiali nemici al califfo. Afshīn si diresse poi su Ardabil e vi restò un mese. Edificò un campo trincerato all'ingresso delle gole che portavano alla fortezza di Bābak e attese senza intraprendere alcuna azione. Mise a punto uno stratagemma per invogliare Bābak a uscire dal suo riparo ben difeso, facendo trapelare la notizia che un trasporto della paga dei suoi soldati era in procinto di lasciare Ardabil un giorno preciso. Lasciò poi sgombero l'accesso alle gole e, quando Bābak uscì dalla fortezza per impadronirsi di quelle somme, cadde nella trappola tesa da Afshīn. Bābak riuscì però a sfuggire alla cattura.
Durante l'inverno Afshīn provò invano ad accerchiare le gole che portavano al rifugio di Bābak, passando per le cime delle montagne coperte di neve ma il freddo paralizzò le sue truppe. In primavera Afshīn ricevette però rinforzi in uomini e materiali.
Bābak ebbe allora l'idea di domandare l'aiuto dell'Imperatore di Bisanzio. Questi giunse passando in Cilicia e riprese la città di Tarso. Al-Muʿtaṣim fece allora appello alle città di Mosul, di Samarrāʾ, di Baghdad e di tutto l'Iraq, Radunò un esercito di circa 100 000 uomini per riprendere il controllo della città di Tarso, che da sempre era stata uno dei principali porti della flotta califfale nel mar Mediterraneo.
Malgrado i rischi, Afshīn risalì le gole e giunse a porre sotto assedio la fortezza di Bābak. Dopo numerose scaramucce e tentativi d'assalto, la fortezza però resisteva ancora. Bābak finì tuttavia col chiedere un colloquio con Afshīn. Lasciandogli il figlio come ostaggio, chiese al generale abbaside di rimanere nella sua fortezza finché la grazia del califfo non gli fosse stata graziosamente accordata con una missiva recante il suo sigillo. Bābak approfittò della notte per fuggire con alcuni uomini. La grazia del califfo giunse dieci giorni più tardi.
Nella sua fuga, Bābak fu tradito da uno dei suoi antichi partigiani, Sahl Smbatean. Fu catturato e portato al califfo per essere immediatamente giustiziato..

### Esecuzione
Bābak fu giustiziato il 4 gennaio del 838 nell'allora capitale califfale di Samarrāʾ.
Il fratello di Bābak fu inviato a Baghdad, dove il governatore della città lo fece giustiziare alla stessa maniera..»